# Polyamia arachnion
Polyamia arachnion är en insektsart som beskrevs av Kramer 1963. Polyamia arachnion ingår i släktet Polyamia och familjen dvärgstritar. Inga underarter finns listade i Catalogue of Life.